# Sajóbábony
Sajóbábony ist eine ungarische Stadt im Kreis Miskolc im Komitat Borsod-Abaúj-Zemplén.

## Geografische Lage
Sajóbábony liegt in Nordungarn, neun Kilometer nordwestlich des Zentrums der Kreisstadt und des Komitatssitzes Miskolc an dem Fluss Bábony-patak. Nachbargemeinden sind Sajóecseg, Sajókeresztúr und Sajószentpéter.

## Geschichte
Der Ort wurde 1325 erstmals urkundlich erwähnt. Bis zum Beginn des 20. Jahrhunderts lebten die Einwohner hauptsächlich von der Landwirtschaft. Im Jahr 1907 gab es in der damaligen Kleingemeinde 180 Häuser und 782 Einwohner auf einer Fläche von 2333 Katastraljochen. Sie gehörte zur damaligen Zeit zum Bezirk Miskolc im Komitat Borsod. In den 1940er Jahren wurde im Ort das Unternehmen 1040, ein Vorgänger der Nordungarischen Chemiewerke gegründet, welches ursprünglich ein Militärbetrieb war. Im Juni 1979 kam es in einer Anlage zur Produktion von TNT zu einer schweren Explosion, bei der die gesamte Anlage zerstört wurde und 13 Menschen ums Leben kamen. 2009 erhielt Sajóbábony den Status einer Stadt.

## Städtepartnerschaften
- Cholmok (Холмок), Ukraine
- Rejdová, Slowakei

## Sehenswürdigkeiten
- Reformierte Kirche, 1760–1762 erbaut, 1784 erweitert, 1807 wurde der Turm hinzugefügt
- Römisch-katholische Kirche Szentháromság
- Weltkriegsgedenkstein
- Raumplastik (Vegyipari térplasztika) vor dem Rathaus, erschaffen von Petra Edit Jónás

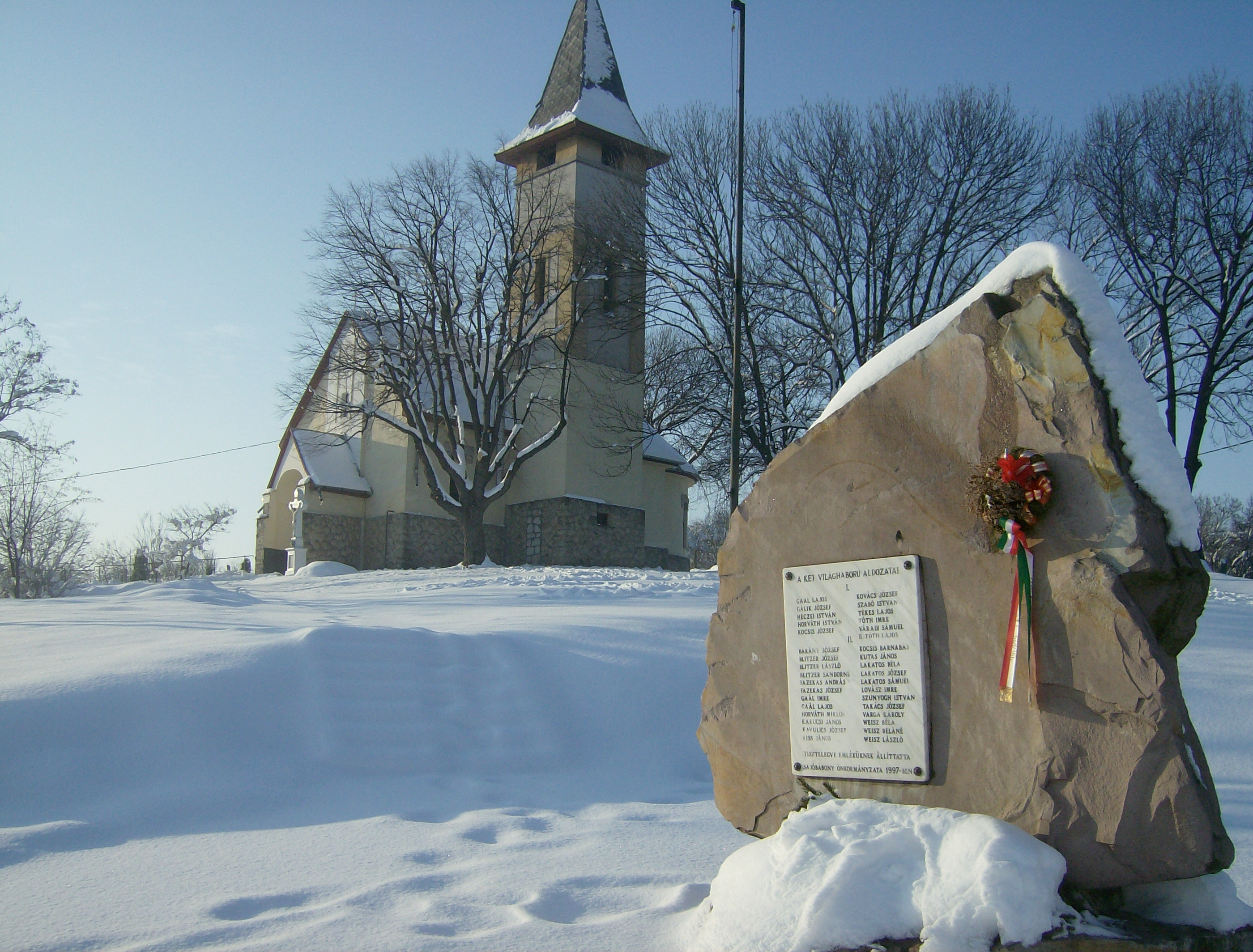
Röm.-kath. Kirche Szentháromság und Weltkriegsgedenkstein
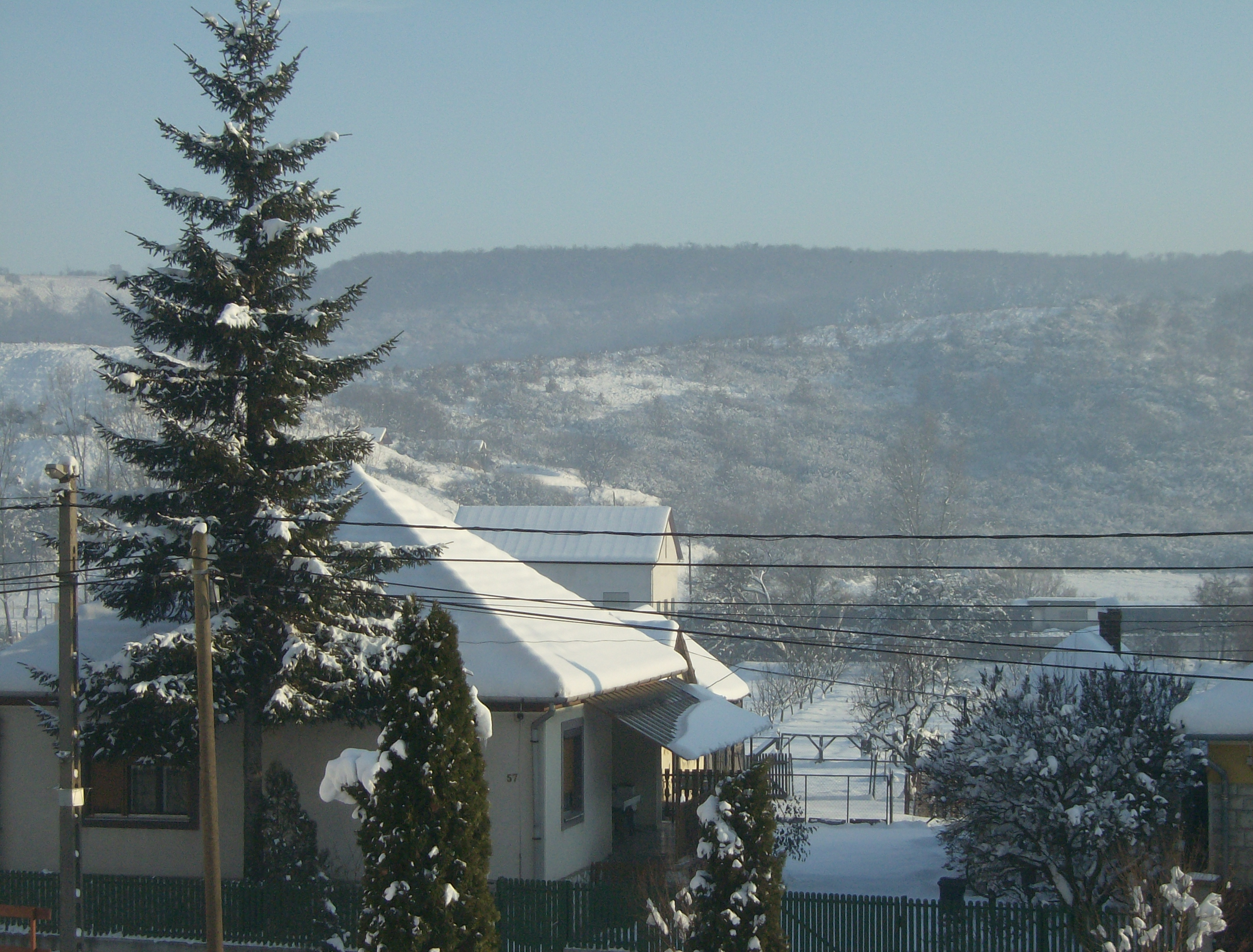
Blick vom Kirchgarten

## Verkehr
Durch Sajóbábony verläuft die Nebenstraße Nr. 25138. Es bestehen Busverbindungen nach Miskolc und Sajószentpéter. Der nächstgelegene Personenbahnhof befindet sich zweieinhalb Kilometer entfernt in Sajóecseg an der Bahnstrecke Miskolc-Tiszai–Fiľakovo. Der Mitte des 20. Jahrhunderts auch von Personenzügen bediente Bahnhof Sajóbábony im Südosten des Wohngebiets dient heute nur noch dem Güterverkehr.